# Museo Gauchesco Ricardo Güiraldes
El Museo Gauchesco Ricardo Güiraldes se encuentra ubicado en la localidad de San Antonio de Areco, provincia de Buenos Aires. Es un complejo museológico conformado por diez salas distribuidas en dos sectores, dentro de un parque –el “Parque Criollo”- de 97 hectáreas inaugurado en 1938. Ofrece expresiones del pasado argentino –particularmente bonaerense-. Alberga un rico patrimonio vinculados al gaucho, sus usos y costumbres, la vida de campo y bajo el ilustre nombre de Ricardo Güiraldes -autor de la obra Don Segundo Sombra- también muestra su obra literaria y aspectos de su personalidad. Es uno de los museos regionales más significativos de la Argentina y su  importancia reside además en el número de visitantes que recibe de todas las edades, niveles sociales, y procedencia, tanto del país como del exterior. Depende de la Municipalidad de San Antonio de Areco, ostentando el rango de Dirección. Tanto la pulpería La Blanqueada como la casa del Museo fueron declarados en 1999 Monumentos Históricos Nacionales.

## Origen
En diciembre de 1936 se realizó en San Antonio de Areco una exposición en el edificio de la Municipalidad (hoy Concejo Deliberante). Con entrada gratuita y la organización de diferentes actividades se desarrolló un evento de amplia concurrencia. El acceso a la muestra de textiles, sogas, platería, bronces y mobiliario  significó para gran parte del pueblo una experiencia fuera de lo habitual. El anuncio de la creación de una escuela de telares, dirigida por Ramona Risso Patrón de Beristayn, cuyas producciones serían expuestas en las posteriores Fiestas de la Tradición, potenció la repercusión de la exposición en la sociedad. La visita de numerosos ciudadanos de Buenos Aires, quienes fueron agasajados por el Intendente, contó con la presencia destacada de José María Bustillo, Ministro de Obras Públicas de la Provincia de Buenos Aires y amigo personal de Güiraldes. La admiración manifestada por éste representó el inicio de una gestión que concluiría dos años más tarde con la inauguración del museo “Ricardo Güiraldes”.

## Preparativos y repercusión
Las gestiones realizadas por el ministro de Obras Públicas del entonces Gobernador Manuel Fresco para la creación del Parque Criollo & Museo Gauchesco “Ricardo Güiraldes” comenzaron a desarrollarse a principios de 1937. Bustillo vio cristalizadas sus intenciones de construir “un sagrario más de evocación de nuestro heroico pasado” en el impulso recibido por parte del gobernador. El 12 de mayo de ese año se sancionó el decreto provincial que indicaba la adquisición de treinta y ocho hectáreas (luego llegarían a 97 has.) para destinarlas a la creación del parque criollo y museo gauchesco. En el mismo se manifestaba el Poder Ejecutivo de la provincia como “deseoso de fomentar y estimular la educación popular, la afición al turismo, el amor a las bellezas naturales y los actos tendientes a rememorar el honroso pasado de nuestra evolución social.” Se percibe así la presencia de dos estímulos principales para su concreción: uno de índole cultural y otro de carácter económico que se explicita en la referencia al turismo.
El arquitecto Enrique Blaquier Uriburu diseñó el edificio siguiendo las ideas de don Enrique Udaondo, en base a la Quinta de Pueyrredón —hoy Museo Juan Martín de Pueyrredón— en el partido de San Isidro.[cita requerida]
Manuel Güiraldes, padre del escritor, como muchas otras personalidades del pueblo donaron sus objetos personales para realizar la primera exhibición del museo, que luego se convertirían en el primer acervo de la institución.
La fundación del Parque Criollo & Museo Gauchesco “Ricardo Güiraldes”, en San Antonio de Areco, se concretó en un contexto signado por políticas culturales tendientes a reconstruir referentes identitarios que aglutinaran una identidad nacional en pleno desarrollo. La representación del gaucho como arquetipo de la nacionalidad argentina y el escenario rural asociado a los valores “genuinos” de un pasado en común, se exaltaron en ese proceso en el cual se enmarca la inauguración del predio. El abordaje del camino transitado hasta la concreción de la obra enriquece el estudio sobre la reconstrucción de una “tradición nacional” hacia fines de la década de 1930.

## El Complejo Museológico

### SectorLa Blanqueada
Pulpería La Blanqueada
Esta pulpería data de la primera mitad del siglo XIX. Las pulperías eran lugares de reunión para los gauchos, aquí concurrían a beber alguna copa, jugar a las cartas, tocar la guitarra, informarse de las noticias y además de cumplir la función de bar, lo hacía también como almacén de ramos generales. En ellos la paisanada se proveía de cuanto necesitaba: yerba, harina, tabaco, alpargatas, bebida, etc.
En la obra "Don Segundo Sombra" de Ricardo Güiraldes, en la pulpería “La Blanqueada” transcurre el encuentro del “Tape” Burgos con Don Segundo. Al mostrador de esta, se acercaba el joven Favio Cáceres para cambiar “por golosinas, tabaco o centavos los bagrecitos pescados bajo la sombra fresca del puente viejo, sobre el río”, y es aquí donde se inicia la aventura que lo puso frente al hombre que habría de ser su padrino.
Sala La Tahona
Allí se encuentra un molino harinero que data del año 1848, el cual es traído desde la Guardia de Luján (hoy ciudad de Mercedes). La tahona para funcionar se sirve de dos mulas, que girando en circunferencia, van moviendo el sistema de engranajes que permite rotar las piedras para moler el producto entre ellas. Una vez molido el trigo, cae por una ranura a un cajón. Con ese cajón se pasa al cernidor, donde una persona con un tamiz va separando la harina del salvado. A todo este proceso se le llama "la molienda'.
Sala de Los carruajes
En esta sala se encuentran: el ómnibus de pasajeros perteneciente  al Dr. José A. Smith un reconocido médico de pueblo y rural de la primera mitad del siglo XX; una volanta tipo "americana" que perteneció a Segundo Ramírez (1852-1936), una carreta colonial que data del año 1850, un caballo embalsamado: Su nombre era Porteño y participó de la película argentina "Caballito criollo" y una volanta de mediados del siglo XIX que le perteneció a la familia Castex.
El palomar
Se trata de una construcción popular en el campo argentino dedicada a la crianza de pichones y palomas. Estás construcciones fueron muy comunes en las estancias bonaerenses hasta mediados del siglo XIX.
La ermita
En este oratorio se encuentra la imagen de San Antonio de Padua, imagen de vestir y policromada contemporánea a la fundación oficial del pueblo en 1730. Lo acompañan una imagen de la Sagrada Familia y una imagen de la Virgen de la Merced.

### Sector de la Casa del Museo
Sala Güiraldes 
Ricardo Guillermo Güiraldes (Buenos Aires, 13- 2- 1886 – París, 8- 10- 1927)  nació en el seno de una aristocrática y poderosa familia porteña.
Era descendiente de ganaderos y políticos. Su bisabuelo era Manuel José de Guerrico –primer coleccionista de arte de la Argentina- y su padre fue Manuel José Güiraldes Guerrico fue intendente de Buenos Aires durante la celebración del Centenario de 1910 y una personalidad vinculada con destacados artistas de su época. 
A finales del siglo XIX y principios del XX era costumbre en las familias acaudaladas, permanecer largas estadías en Europa -particularmente en Francia-, como también hacerlo en el campo. Mientras el padre de la familia se ocupaba de diferentes asuntos y negocios, madre e hijos se relacionaban socialmente y se instruían conociendo el país y el mundo. Ricardo nació y murió en este contexto.
Si para la familia Güiraldes Paris, Francia, fue el espacio urbano por excelencia, la estancia La Porteña en San Antonio de Areco, ocupó un rol similar pero en el ámbito rural. Fue precisamente en La Porteña, donde Ricardo conoció y trató a lo largo de su vida al resero Segundo Ramirez [sic] quien puso ante sus ojos los elementos para escribir su obra magna: Don Segundo Sombra
Sala Ricardo Güiraldes
Ricardo viajó toda su vida.  Priorizó descubrir el mundo y la gente por sobre sus estudios universitarios, los cuales nunca finalizó.
Francia, Jamaica, Rusia, Cuba, India, España, Japón, México,  fueron algunas de las estaciones que lo maravillaron con sus culturas.
Trabó amistad con reconocidos y diferentes artistas del mundo. Moldeó así un espíritu extremadamente sensible que se vio reflejado en sus obras literarias y en otras expresiones artísticas.
En 1913 se casó con Adelina Del Carril, compañera ideal de aventuras, y quien mejor que nadie lo contuvo y alentó en todas sus facetas, siendo además su crítica más severa. El matrimonio fue inseparable hasta el fallecimiento de Ricardo en 1927.
Pinacoteca Alberto Güiraldes
Este espacio expone obras de diferentes artistas, técnicas y movimientos reflejando, en su mayoría, usos y costumbres del campo argentino entre los siglos XIX y XX.
Alberto Güiraldes (1897-1961), primo hermano de Ricardo, encontró en las artes plásticas su vocación. Verdadero autodidacta, fue reconocido por el dibujo inspirado en la vida rural.
Obras de Leopoldo Lugones, Walter Owen, José Hernández y Justo P. Sáenz, entre otras, fueron engalanadas con sus trazos, más su interpretación gráfica de la obra Don Segundo Sombra convirtió su trabajo en un clásico.
Sala Don Segundo Sombra
Esta sala rinde homenaje a los paisanos de San Antonio de Areco.
Ricardo Güiraldes conoció a Segundo Ramirez [sic] (1852-1936) en la estancia La Porteña, siendo este último  un experimentado trabajador rural. Pero don Segundo no estaba solo en las tareas diarias, el resero compartía su trabajo con un grupo hábiles paisanos. Ricardo interpretó el espíritu de todos ellos, figuras representativas e identificadas con la llanura, y les rindió tributo y admiración en su novela Don Segundo Sombra.
Con el correr de los años los paisanos de La Porteña fueron cada vez más reconocidos. En 1936 falleció don Segundo. En 1938 se inauguró el Museo Gauchesco Ricardo Güiraldes. En 1939 tuvo lugar la 1° Fiesta de la Tradición en San Antonio de Areco en la que se rindió homenaje a nuestros paisanos y su forma de vida, y en la que participaron los sobrevivientes de la dedicatoria de la novela. El más joven de ellos, Victorino Nogueira fue, por aproximadamente treinta años, el abanderado, y quien pasó la posta a las siguientes generaciones.
Hoy la Fiesta de la Tradición  es la celebración criolla más antigua del país y San Antonio de Areco Capital Nacional de la Tradición.
Sala Fabio Cáceres
Fabio Cáceres es un personaje ficticio creado por Ricardo Güiraldes y junto con don Segundo, protagonista de la novela Don Segundo Sombra. Es un muchacho que, fruto de las vivencias que tendrá con el resero y el grupo de paisanos que lo rodea, transitará un aprendizaje que lo forjará como adulto y paisano.
Esta sala expone patrimonio vinculado al habitante rural – en particular de la región bonaerense-. Las piezas destacan sus usos y costumbres y su relación con el medio natural, que en gran medida, han moldeado nuestra tradición.
Salas temporarias Adelina Del Carril 
Adelina Del Carril (1889-1967), esposa de Ricardo Güiraldes, fue quien más lo animó a seguir el camino de las letras.
Luego de la muerte de su marido se entregó al cuidado y difusión de su obra, alentando también el trabajo de otros artistas.
Estas salas llevan su nombre, en gratitud a su consagración y compromiso con la cultura.
Biblioteca “Dr. Alberto G. Lecot” del Museo Gauchesco Ricardo Güiraldes
El Museo Gauchesco Ricardo Güiraldes ha puesto en marcha en 2020 la Biblioteca Especializada “Dr. Alberto G. Lecot”, en homenaje a quien fuera su director entre 1954 y 1973, un ambicioso proyecto bibliográfico para que en ella se concentren, preserven, y difundan los títulos y obras vinculados con nuestra tradición y cultura criolla. Esta biblioteca se origina y suma los títulos necesarios, apoyándose en cuatro puntos o ejes básicos:
a) Literatura gauchesca, 
b) Usos y costumbres, 
c) La figura del gaucho/el habitante rural, y  
d) Ricardo Güiraldes: Vida y obra/Estudios de su obra.
La misión de la Biblioteca Especializada “Dr. Alberto G. Lecot” es ser gestora y facilitadora  del acceso a la información y contenidos en aquellos campos del saber y la cultura vinculados a la tradición criolla, así como estimuladora de los procesos formativos a través de la afirmación de los valores básicos del hombre y de la sociedad.
Su visión, ser el lugar donde  la comunidad  busque y encuentre el apoyo para consolidar y aumentar nuestra cultura tradicional,  dentro de los valores humanísticos que le brinden la mayor y mejor realización en su vida personal, familiar, social y cívica.
La Biblioteca Lecot aspira además a cumplir con diferentes objetivos:
Crear y consolidar el hábito de la lectura en los chicos desde los primeros años;
Sensibilizar respecto de nuestro patrimonio cultural tangible e intangible;
Fomentar el respeto y diálogo intercultural y favorecer la diversidad cultural;
Prestar apoyo y alentar a la autoeducación y la educación formal de todos los niveles;
Brindar oportunidades para un desarrollo personal creativo;
Estimular la imaginación y creatividad de los chicos y los ciudadanos;
Reunir la bibliografía necesaria para realizar las investigaciones patrimoniales que requiera el museo.
Aspirar cuando las condiciones así lo permitan a la creación de un Centro de Estudios de Cultura Criolla dependiente del Museo Gauchesco Ricardo Güiraldes, para que vecinos, especialistas, profesionales, y expertos puedan realizar los estudios con el fin de acrecentar por medio de sus investigaciones, los saberes y conocimientos en beneficio de la sociedad toda.